# 稲森寿世
稲森 寿世（いなもり ひさよ、1991年7月22日 - ）は、日本の女性歌手、声優、ファッションモデル。神奈川県出身。
立志舎高等学校卒業。身長157.1cm。音楽活動では「hie（ヒィ）」名義。

## 来歴
2007年3月に映画『ドリームガールズ』の公開に合わせて行われたドリームガールズオーディションでグランプリを獲得し、同年11月からファッション雑誌『Cawaii!』の専属モデルとして活動を開始。
2008年5月7日にエイベックスから「GIRLS STYLE」でデビュー。次世代渋谷系ガールとして注目される。
2011年、テレビ東京系アニメ『ダンボール戦機』の主題歌を担当する「Little Blue boX」のボーカル・hie（ヒィ）としての活動を開始する。
2014年2月16日、ダンボール戦機シリーズの終了に伴い、活動を終えたLittle Blue boXが解散。
2017年1月31日から3月28日にかけて開催された「第1回声優グランプリ誌面争奪オーディション！×生テレ『声優サバイバル』」にてグランプリを受賞。
2019年4月4日、エイベックスを退社しプロダクション・エースに所属したことを報告。
2022年5月1日、プロダクション・エースを退所しフリーとして活動することを報告。
現在は、音楽活動、芝居、声優、モデル、DJなどエンターテイメントに関わることをマルチに活動中。

## 人物
- 母親は聴覚障害があったためモデルになる夢を断念したが、その意志を継いでモデルとなった[8]。
- 好きなアーティストは椎名林檎、ビヨンセ、アリシア・キーズ、マライア・キャリー、Ne-Yo、ジェニファー・ロペス、ジャスティン・ティンバーレイク、マイケル・ジャクソン、エリック・クラプトン、YUKI、CHARA、Crystal Kay、RADWIMPS[9]。
- 憧れている人物は椎名林檎、峰不二子、夏木マリ[9]。
- 好きな色は水色。
- 趣味はインターネットサーフィン、DJ（勉強中）[10]。
- 特技はライブパフォーマンス（歌、MC、衣装、演出込）、手話、ヘアメイク・ファッションのセルフプロデュース[10]。
- ライブ時のサイリウムカラーは白。

## ディスコグラフィー

### シングル
|     | 発売日        | タイトル       | 最高順位 (オリコン) | 備考      |
| --- | ------------- | -------------- | ------------------- | --------- |
| 1st | 2008年5月7日  | GIRLS STYLE    | 130位               | CD/CD+DVD |
| 2nd | 2008年8月13日 | Heavenly Sweet | 100位               | CD/CD+DVD |
| 3rd | 2009年2月18日 | 晴れの日       |                     | CD/CD+DVD |

## タイアップ
| 作品           | タイアップ                                               |
| -------------- | -------------------------------------------------------- |
| GIRLS STYLE    | フジテレビ『孝太郎が行く2』2008年5月度エンディングテーマ |
| GIRLS STYLE    | フジテレビ『志村屋です。』2008年5月度エンディングテーマ  |
| Heavenly Sweet | 日本テレビ海の家『seazoo』2008年度イメージソング         |
| Heavenly Sweet | 関西テレビ放送『ミュージャック』エンディングテーマ       |
| 晴れの日       | 日本テレビ『音楽戦士 MUSIC FIGHTER』2009年3月POWER PLAY  |
| 恋のせいでしょ | 映画「鯛を持って駆ける少女」主題歌                       |

## 出演

### テレビ番組
- ザ!世界仰天ニュース（2009年3月4日、日本テレビ）

### ラジオ
- 河本準一のイキナリッ（MBSラジオ） - レギュラー

### 雑誌
- Cawaii!（主婦の友社） - 専属モデル

### ゲーム
- ダンボール戦機ウォーズ（波野リンコ）
- ファンタテニス（アル）
- クイズRPG 魔法使いと黒猫のウィズ（2020年、ネミミ・ネズナキ[12]）
- ファントム オブ キル（モニカ）

### テレビアニメ
2012年
- ダンボール戦機W（アリス）

2013年
- ダンボール戦機ウォーズ（波野リンコ）

2015年
- パックワールド（女性、ゴースト）

### キャラクターコンテンツ
- 御室ムスメ（大日遍音）[13]

### ボイスドラマ
- 僕と俺とお前（2020年、水嶋奈々美[14]）

### ライブイベント
- a-nation（2009年）
- アーラェ アンゲリー ライブ「Rainbow Fes 9th」（5月、ラゾーナ川崎プラザソル）[15]

### 舞台
2017年
- 朗読パンダ 第4回公演「 QUATTRO CLOVER」（2月、ブディストホール） - 楓 役
- 朗読パンダ 第5回公演「Talking & Square」（10月、シアターグリーン BIG TREE THEATER） - 小牧マリア 役
- 大奥 ～決別の夜明け～（11月、全労済ホール／スペースゼロ）

2018年
- 朗読パンダ 第6回公演「Reading Revolution」（10月、池袋BIG TREE THEATER） - 黒崎聡子 役

2019年
- 朗読パンダ 第7回公演「seventh stair」（8月、東京芸術劇場 シアターウエスト） - アルミダ 役
- マガツハナ-白雪の桜（11月、六行会ホール） - 紅波 役
- 流星RYDERS〜文豪朗読〜（12月、nakano f）

2020年
- はーとふるはんど 第19回公演「幸せのいれもの」（2月、三越劇場）

2021年
- 朗読パンダ 第2回番外公演「the other 2」 （12月、アトリエファンファーレ東池袋） -  水野東子、エベハンヌ 役

2022年
- アーラェ アンゲリー舞台19弾「逢魔が刻に」（4月-5月、ラゾーナ川崎プラザソル） - 岡田つむぎ 役[15]

### インターネット放送
- できませんは言いません！hieが○○やってみた。（毎週火曜20:00 - 、ニコニコ生放送）
- 中テレオンラインLiveシアター「エンド・オブ・アス」（2021年3月19日 - 21日） - 二階堂由芽 役[16]

### オンラインコンテンツ
- オンライン謎解きゲーム「コード・オブ・アクアマリン〜群青からの脱出〜」（2022年3月18日販売開始、福島中央テレビ） - 二階堂AD 役[17]